# Deleni-Obârșie, Alba
Deleni-Obârșie este o localitate componentă a municipiului Blaj din județul Alba, Transilvania, România.
 Acest articol despre o localitate din județul Alba este deocamdată un ciot. Puteți ajuta Wikipedia prin completarea lui.